# Mimosa ramosissima
Mimosa ramosissima är en ärtväxtart som beskrevs av George Bentham. Mimosa ramosissima ingår i släktet mimosor, och familjen ärtväxter.

## Underarter
Arten delas in i följande underarter:
- M. r. ramosissima
- M. r. ulei